# Ben Kinds
Ben Kinds (11 januari 1983) is een Nederlands voormalig doelman en huidig voetbaltrainer en hoofd jeugdopleiding. Per 1 juli 2024 gaat hij aan de slag als hoofd jeugdopleiding bij Sparta Rotterdam als opvolger van Jason Oost. Tot die tijd is hij jeugdtrainer bij PSV.

## Carrière
Kinds speelde in de jeugd van Nieuwerkerk en Feyenoord om vervolgens in het seniorenvoetbal uit te komen voor Sparta Rotterdam, ADO Den Haag, Nieuwenhoorn, DOTO, RKSV Leonidas, SVDPW en Capelle. Door een blessure van Bryan Janssen zat hij in de play-offs van het seizoen 2017/18 twee wedstrijden als reservekeeper op de bank bij FC Dordrecht.
Na zijn actieve carrière als doelman begon hij als assistent-trainer en hoofdtrainer in het amateurvoetbal. In de periode 2016–2022 was hij in verschillende rollen actief voor FC Dordrecht, waaronder hoofd jeugdopleiding en assistent-trainer. Vervolgens werkte hij twee seizoenen als jeugdtrainer bij PSV waar hij het Onder 17 elftal onder zijn hoede had. Medio 2024 gaat Kinds aan de slag als hoofd jeugdopleiding bij Sparta Rotterdam.
1 Berger ·
2 Codutti ·
2 Van de Giessen ·
3 Valk ·
4 Drakpe ·
5 Hilton ·
6 Van Vianen ·
7 Kotzebue ·
8 Parlanti ·
9 Haen ·
10 Schuurman  ·
11 Pynadath ·
12 Tabiri ·
13 Baltussen ·
14 Olde Keizer ·
15 M'Bemba ·
16 Seydoux ·
17 Akmum ·
18 Scholte ·
19 Sanne ·
20 Van der Sluijs ·
21 Sunderland ·
22 Amuzu ·
22 Verdonk ·
23 Afaker ·
24 Igor ·
25 Vugts ·
25 Monkou ·
25 Huitzing ·
26 Van Ramshorst ·
26 Van Gogh ·
27 Ezeb ·
28 Slory ·
29 Kriwak ·
31 Razumejevs ·
63 Biai ·
Coach: Boel
· Assistent-coach: Adjei
· Assistent-coach: Vierklau
· Keeperstrainer: Hoegee